# Liste der Bischöfe von Solsona
Die folgenden Personen waren Bischöfe von Solsona, Katalonien (Spanien):
- Luis Sans y de Codol (1594–1612) (später Bischof von Barcelona)
- Juan Álvarez Zapata, O. Cist. (1613–1623)
- Miguel Santos de San Pedro (1624–1630) (später Erzbischof von Granada)
- Pedro Puigmartí y Funes, O.S.B. (1630–1632)
- Diego Serrano de Sotomayor, O. de M. (1635–1639)
- Pedro  (de Santiago) Anglada Sánchez, O.S.A. (1640–1644)
- Sedisvakanz (1644–1656)
- Francisco Roger (1656–1663)
- Luis de Pons y de Esquerrer (1664–1685)
- Manuel de Alba (1685–1693)
- Gaspar Alonso de Valeria (1694–1699)
- Guillermo de Gonyalons, O.S.A. (1700–1708)
- Francisco Dorda, O. Cist. (1710–1716)
- Pedro Magaña, O.S.B. (1717–1718)
- Tomás Broto y Pérez (1720–1736)
- José Esteban de Noriega, O. Praem. (1738–1739)
- Francisco Zarceño y Martínez, O.SS.T. (1739–1746)
- José de Mezquía Díaz de Arrízola, O. de M. (1746–1772)
- Rafael Lasala y Locela, O.S.A. (1773–1792)
- Agustín Vázquez Varela, O. Cist. (1793–1794)
- Pedro Nolasco Mora, O. de M (1794–1809)
- Manuel Benito Tabernero (1814–1830)
- Juan José de Tejada Sáenz, O. de M. (1832–1838)
- Sedisvakanz (1838–1891) (Kapitularvikare):
  - Pedro Coma und Francisco Blanch (1838–1841) (1. Mal)
  - Domingo Sala Moriner (1841–1842) (1. Mal)
  - Jerónimo Bellit Verneda (1842–1846)
  - Gil Esteve y Tomás (1846–1848)
  - Domingo Sala Moriner (1848–1853) (2. Mal)
  - Juan Palau Soler (1853–1857)
  - Francisco Blanch (1857–1864) (2. Mal)
  - Pedro Jaime Segarra (1864–1881)
  - Ramón Casals (1881–1891)
- José Morgades y Gili (1891–1895) (verwaltete das Bistum als Apostolischer Administrator und gleichzeitiger Bischof von Vic)
- Ramón Riu Cabanas (1895–1901) (Apostolischer Administrator der ab 1895 bestehenden Apostolischen Administratur Solsona)
- Juan Benlloch y Vivó (1901–1906) (Apostolischer Administrator, später Bischof von Urgell und Erzbischof von Burgos)
- Luis Amigó y Ferrer (1907–1913) (Apostolischer Administrator, später Bischof von Segorbe)
- Francisco de Asís Vidal y Barraquer (1913–1919) (Apostolischer Administrator, später Erzbischof von Tarragona)
- Valentín Comellas Santamaría (1919–1945) (bis 1933 als Apostolischer Administrator, danach Bischof mit vollen Rechten des wiedererrichteten Bistums Solsona)
- Vicente Enrique y Tarancón (1945–1964) (später Erzbischof von Madrid)
- José Bascuñana López (1964–1977)
- Miguel Moncadas Noguera (1977–1989)
- Antoni Deig Clotet (1990–2001)
- Jaume Traserra Cunillera (2001–2010)
- Xavier Novell Gomà (2010–2021)
- Francisco Simón Conesa Ferrer (seit 2022)